# Вільям Аяш
Вілья́м Аяш (фр. William Ayache; нар. 10 січня 1961, Алжир) — колишній французький футболіст, захисник.
Насамперед, відомий виступами за «Нант», а також національну збірну Франції. Олімпійський чемпіон 1984 року в Лос-Анджелесі. Чемпіон Франції та володар національного Кубку.

## Клубна кар'єра
У дорослому футболі дебютував 1979 року виступами за «Нант», в якому провів свої перші та найкращі 7 сезонів, ставши чемпіоном Франції у 1980, 1983 роках. Всього в цьому клубі він провів 8 сезонів, маючи в активі 210 ігор та 2 голи.
Згодом він виступав за кращі команди французького чемпіонату 1980- х років: «Парі Сен-Жермена», «Бордо» та «Олімпіка» (Марсель).
Але успіх прийшов в посередньому «Монпельє», з яким він став володарем Кубку Франції у 1990 році.
Завершив професійну ігрову кар'єру у «Канн», за який виступав протягом 1992—1995 років.

## Єврокубки
У 7 стартах у європейських клубних турнірах зіграв 23 матчі, голів не забивав.
Найкраще досягнення — півфінал у розіграші Кубка кубків двічі: у сезоні 1979-80 у складі «Нанта» та у сезоні 1987-88 у складі «Олімпіка» (Марсель).
Свою першу гру в єврокубках провів у складі «Нанта» проти північноірландського клубу «Кліфтонвілль» у повторній грі за Кубок кубків у сезоні 1979-80.
Восени 1994 року провів останні ігри в європейських клубних турнірах. Його клуб «Канн» змагався у Кубку УЄФА.

### Статистика виступів у єврокубках по сезонах
| Сезон             | Клуб                | Турнір          | Досягнення    | Матчі | Перемоги | Нічиї | Поразки | Голи |
| ----------------- | ------------------- | --------------- | ------------- | ----- | -------- | ----- | ------- | ---- |
| 1979-80           | «Нант»              | Кубок кубків    | 1/2 фіналу    | 3     | 3        | 0     | 0       | 0    |
| 1980-81           | «Нант»              | Кубок чемпіонів | 1/8 фіналу    | 1     | 1        | 0     | 0       | 0    |
| 1983-84           | «Нант»              | Кубок чемпіонів | 1/16 фіналу   | 2     | 1        | 0     | 1       | 0    |
| 1985-86           | «Нант»              | Кубок УЄФА      | 1/4 фіналу    | 8     | 3        | 3     | 2       | 0    |
| 1986-87           | «Парі Сен-Жермен»   | Кубок чемпіонів | 1/16 фіналу   | 2     | 0        | 1     | 1       | 0    |
| 1987-88           | «Олімпік» (Марсель) | Кубок кубків    | 1/2 фіналу    | 3     | 3        | 0     | 0       | 0    |
| 1994-95           | «Канн»              | Кубок УЄФА      | 1/16 фіналу   | 4     | 2        | 1     | 1       | 0    |
| Усього            | «Нант»              | 4 євросезони    | 4 євросезони  | 14    | 8        | 3     | 3       | 0    |
| Усього            | «Парі Сен-Жермен»   | 1 євросезон     | 1 євросезон   | 2     | 0        | 1     | 1       | 0    |
| Усього            | «Олімпік» (Марсель) | 1 євросезон     | 1 євросезон   | 3     | 3        | 0     | 0       | 0    |
| Усього            | «Канн»              | 1 євросезон     | 1 євросезон   | 4     | 2        | 1     | 1       | 0    |
| Усього за кар'єру | Усього за кар'єру   | 7 євросезонів   | 7 євросезонів | 23    | 13       | 5     | 5       | 0    |

### Статистика по турнірах
| Турнір          | Сезони | Матчі | Перемоги | Нічиї | Поразки | Голи |
| --------------- | ------ | ----- | -------- | ----- | ------- | ---- |
| Кубок чемпіонів | 3      | 5     | 2        | 1     | 2       | 0    |
| Кубок кубків    | 2      | 6     | 6        | 0     | 0       | 0    |
| Кубок УЄФА      | 2      | 12    | 5        | 4     | 3       | 0    |

### Єврокубкова статистика: сезони, турніри, матчі
(1) — другий матч;

 (2) — перший матч.

  3 — матч завершився з рахунком 2:0 на користь югославів.

  Однак через безлади з боку вболівальників «Хайдука» під час гри,
  французам присуджена технічна перемога 3:0.

## Виступи за збірну
За Францію грав 5 років, провів 20 матчів. Один з рідких випадків, коли провівши немало ігор за головну команду країни не забив жодного голу.
5 жовтня 1983 року в Парижі на «Парк де Пренс» у товариському матчі проти Іспанії дебютував в офіційних матчах у складі національної збірної.
У 1984 році завоював «футбольне золото» на Олімпіаді у Лос-Анджелесі. Грав у всіх 6 поєдинках турніру без замін. Усього за олімпійську збірну зіграв 10 матчів з 1980 по 1984 роки
У складі збірної був учасником чемпіонату світу 1986 року у Мексиці, на якому команда здобула бронзові нагороди. Провів на мундіалі 4 гри.
2 лютого 1988 року в Тулузі у грі зі швейцарцями завершив виступи за триколірних.

### Статистика матчів за збірну
| Турнір               | Матчі | Перемоги | Нічиї | Поразки | Голи |
| -------------------- | ----- | -------- | ----- | ------- | ---- |
| Товариські матчі     | 6     | 2        | 3     | 1       | 0    |
| Чемпіонат Європи     | —     | —        | —     | —       | —    |
| Кваліфікація ЧЄ      | 4     | 0        | 3     | 1       | 0    |
| Чемпіонат світу      | 4     | 2        | 1     | 1       | 0    |
| Кваліфікація ЧС      | 5     | 2        | 1     | 2       | 0    |
| Кубок Артеміо Франкі | 1     | 1        | 0     | 0       | 0    |
| ВСЬОГО               | 20    | 7        | 8     | 5       | 0    |

### На чемпіонатах світу
У складі збірної був учасником:
- чемпіонату світу 1986 року в Мексиці, на якому французи були 3-ми;

| Рік  | Турнір          | Місце | Матчі | Перемоги | Нічиї | Поразки | Голи |
| ---- | --------------- | ----- | ----- | -------- | ----- | ------- | ---- |
| 1986 | Чемпіонат світу |       | 4     | 2        | 1     | 1       | 0    |

### Вільям Аяш на Олімпіаді-1984
| Рік  | Турнір         | Місце | Матчі | Перемоги | Нічиї | Поразки | Голи |
| ---- | -------------- | ----- | ----- | -------- | ----- | ------- | ---- |
| 1984 | Олімпіада-1984 |       | 6     | 4        | 2     | 0       | 0    |

## Титули і досягнення
- «Нант»

        Ліга 1:  1979-80, 1982-83
- Монпельє

       Кубок Франції з футболу:  1989-90
- Збірна Франції

        Олімпійський чемпіон: 1984
        Володар Кубка Артеміо Франкі: 1985
        Чемпіонат світу з футболу 1986